# Motława
Motława (kasjubisk Mòtława), tysk: Mottlau, er en flod i det polske voivodskab Pommern. Mottlau har sit udspring som "Høje Mottlau" fra søen Store Rokittker syd for Liebschau på kanten af Pommerske landryg . Flodens er 64,7 km lang, og har et afvandingsområde på 1511,3 km².

## Flodens løb
Motława løber gennem Starogard Gdański kommune (preussiske Stargard), byen Tczew (Dirschau), kommunerne Suchy Dąb (Zugdam) og Pruszcz Gdański (Praust) og krydser byen Danzig, hvor den danner øen Wyspa Spichrzów (lagerøen).
Her deler den sig i to til tre arme, de vigtigste vestlige arme (Nowa Motława eller Kanał na Stępce) løber ind i Døde Wisła (Martwa Wisła) ved Polski Hak (polske krog). Polen erhvervede dette område fra Fristaden Danzig i 1920.
Mellem de to distrikter Sienna Grobla og Gęsia Karczma (Ganskrug), nordøst for byens centrum, løber Motława-floden (Opływ Motławy) ud i Døde Wisła.
Kanał Wielki forbinder Motława med Døde Wisła, før den når udmundingen.
Floden ændrer sin strømningsretning flere gange. Den krydser også nogle søer, såsom Jezioro Rokickie; her omtales den som Szpęgawa.
I Mottlau løber Radunia (Radaune) ud i Motława.

## Historie
I det 16. og 17. århundrede blev der bygget en kanal, der forbinder Motława-floden med havnen i Gdańsk. Den hedder Nowa Motława og er stadig i brug.
Motława-floden forårsagede en oversvømmelse i Gdańsk i 2001, som opstod på grund af bagvandet fra flodmundingen.